# Giuliano Teatino
Giuliano Teatino är en ort och kommun i provinsen Chieti i regionen Abruzzo i Italien. Kommunen hade 1 205 invånare (2018).